# Gmina Orzysz
Die Gmina Orzysz [ˈɔʒɨʃ] ist eine Stadt-und-Land-Gemeinde im Powiat Piski der Woiwodschaft Ermland-Masuren in Polen. Ihr Sitz ist die gleichnamige Stadt (deutsch Arys) mit etwa 5550 Einwohnern.

## Geographie

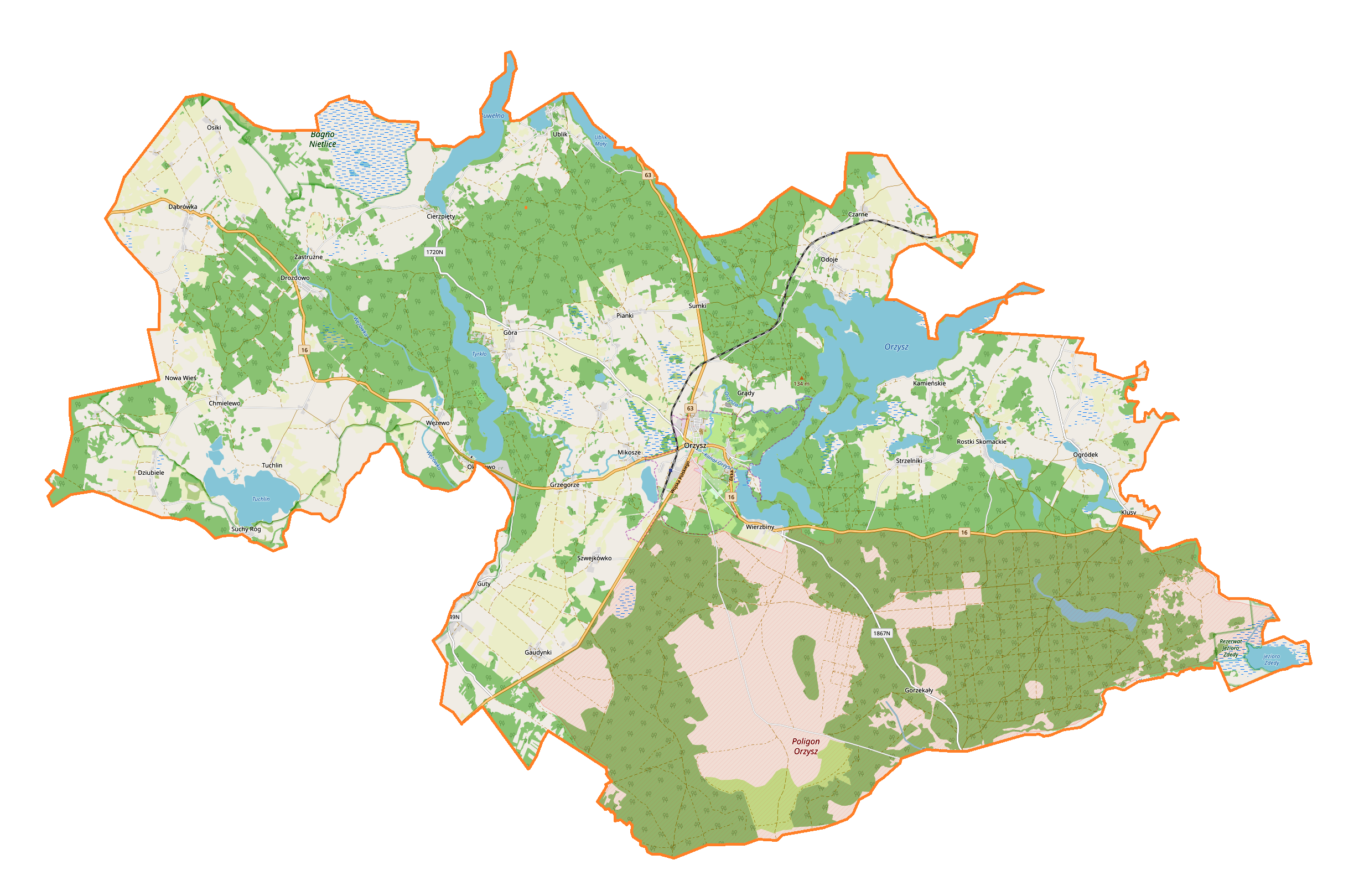
Karte der Gemeinde

Die Gemeinde liegt im Südosten der Woiwodschaft. Die Kreisstadt Pisz (Johannisburg) liegt etwa zehn Kilometer südlich. Nachbargemeinden sind im Powiat Giżycki Miłki und Wydminy im Norden, im Powiat Ełcki Stare Juchy im Nordosten und Ełk im Osten, im Powiat Piski Biała Piska im Süden und Pisz im Südwesten sowie im Powiat Mrągowski Mikołajki im Westen.
Die Gemeinde hat eine Fläche von 363,5 km², die zu 33 Prozent land- und zu 38 Prozent forstwirtschaftlich genutzt wird. Sie grenzt im Südwesten an den 11.400 Hektar großen Śniardwy (Spirdingsee). Zum Gemeindegebiet gehören dagegen die Seen Orzysz (1076 Hektar, Aryssee), Ublik Wielki (1935 ha), Buwełno (360 ha), Tyrkło (236 Hektar, Tirklosee) und Ublik Mały (88 ha). Die Landschaft gehört zur Masurischen Seenplatte.
Der Truppenübungsplatz Poligon Orzysz (1891–1944 Truppenübungsplatz Arys) nimmt mehr als ein Fünftel der Gemeindefläche ein.

## Geschichte
Die Landgemeinde wurde 1973 aus verschiedenen Gromadas wieder gebildet. Stadt- und Landgemeinde wurden 1990/1991 zur Stadt-und-Land-Gemeinde zusammengelegt. Ihr Gebiet gehörte von 1946 bis 1975 zur Woiwodschaft Olsztyn und anschließend bis 1998 zur Woiwodschaft Suwałki, der Powiat wurde 1975 aufgelöst. Zum 1. Januar 1999 kam die Gemeinde zur Woiwodschaft Ermland-Masuren und wieder zum Powiat Piski.

## Partnerschaften
Es bestehen Gemeindepartnerschaften mit:
- Choroschiw in der Oblast Schytomyr, Ukraine
- Kropp in Schleswig-Holstein, Deutschland
- Skuodas im Bezirk Klaipėda, Litauen
- Zgierz in der Woiwodschaft Łódź, Polen

## Gliederung
Die Stadt-und-Land-Gemeinde Orzysz besteht aus der Stadt selbst und 28 Dörfern (deutsche Namen amtlich bis 1945) mit 26 Schulzenämtern (sołectwa):
Schulzenämter
- Chmielewo (Chmielewen,
 1938–1945 Talau)
- Cierzpięty (Czierspienten,
 1905–1945 Seehöhe)
- Czarne (Czarnen,
 1938–1945 Herzogsdorf)
- Dąbrówka Osiki (Dombrowken/Eichendorf) & (Schönwiese)
- Drozdowo-Zastrużne (Drosdowen/Drosselwalde) & (Sastrosnen/Schlangenfließ)
- Dziubiele (Dziubiellen,
 1904–1945 Zollerndorf)
- Gaudynki (Pappelheim)
- Góra (Gurra,
 1938–1945 Gebürge)
- Grądy (Gronden,
1938–1945 Grunden)
- Grzegorze (Gregersdorf)
- Klusy (Klaussen)
- Mikosze (Mykossen,
1938–1945 Arenswalde)
- Mikosze-Osada
- Nowe Guty (Gutten (E),
 1938–1945 Seegutten)
- Odoje (Odoyen,
 1938–1945 Nickelsberg)
- Ogródek (Ogrodtken,
 1938–1945 Kalgendorf)
- Okartowo (Eckersberg)
- Pianki (Pianken,
1938–1945 Altwolfsdorf)
- Rostki Skomackie (Rostken)
- Strzelniki (Strzelnicken,
 1930–1945 Schützenau)
- Suchy Róg (Trockenhorn)
- Szwejkówko (Mittel Schweykowen,
1938–1945 Schweiken)
- Tuchlin (Tuchlinnen)
- Ublik (Ublick)
- Wężewo (Wensewen,
 1938–1945 Wensen)
- Wierzbiny (Wiersbinnen,
 1938–1945 Stollendorf)

Kleinere Ortschaften
Kleinere Ortschaften ohne Sitz eines Schulzenamtes sind:
- Aleksandrowo (Kolonia)
- Aleksandrowo (Osada)
- Buwełno (Buwelno/Vorwerk Ublick)
- Dziubiele Małe (Klein Dziubiellen/Klein Zollerndorf)
- Gorzekały (Gorzekallen/Gortzen)
- Grądy Podmiejskie
- Kamieńskie (Kaminsken/Erlichshausen)
- Matyszczyki (Grüneberg)
- Nowa Wieś (Neuendorf)
- Okartowo-Przystanek
- Okartowo-Tartak
- Rzęśniki (Rzesniken/Försterei Nickelsberg)
- Sumki (Sumken)
- Tyrkło (Tyrklo/Rudolfswalde)

## Verkehr
Wichtigste Straße ist die Landesstraße DK16 die von Grudziądz (Graudenz) über Olsztyn (Allenstein) nach Ełk (Lyck) und Augustów führt. In Orzysz kreuzt die Landesstraße DK63 die von Węgorzewo (Angerburg) in die Kreisstadt Pisz (Johannisburg) und nach Łomża verläuft.
Die nächsten internationalen Flughäfen sind Danzig und Warschau.
Bahnanschluss besteht für das Militärgelände Poligon Orzysz an der Strecke Ełk–Orzysz. – Der Personenverkehr mit den Stationen Dąbrówka Górkło, Tuchlin, Okartowo, Orzysz und Odoje wurde im September 2009 vorerst eingestellt.